# Transporte Río Limay
El transporte Río Limay fue un buque de vapor que sirvió como transporte armado en la Armada Argentina y hasta su naufragio, el primero en el Río Negro, Argentina, cumplió un destacado servicio en apoyo de la exploración y colonización de la Patagonia argentina.

## Historia
Entre 1881 y 1883 el comandante Erasmo Obligado brindó apoyo naval a las operaciones finales de la Conquista del Desierto, especialmente la llamada Campaña a los Andes. La comisión exploradora fluvial al mando de Obligado intentó navegar el río Negro y su afluente el río Limay llegando en el vapor Río Negro hasta la desembocadura del río Collón Curá y luego en lancha hasta Traful.
Collón Curá se había convertido en el límite para el avance de los vapores por las principales vías de acceso fluvial a la nueva frontera, hasta el punto que allí en 1881 Obligado había estado a punto de perder su buque. En 1883 Obligado obtuvo el apoyo del gobierno para gestionar la adquisición de un nuevo vapor fluvial para ser afectado al servicio de esos ríos y firmó un contrato para su construcción con los astilleros Rennie&Co de Londres por 8000 libras.
Fue trasladado desarmado al país y arribó a Carmen de Patagones en marzo de 1885 a bordo de la barca Crucero. 
Allí fue armado por personal de la Armada y botado el 25 de agosto. Días después fue instalada su máquina y efectuadas con éxito las pruebas de velocidad alcanzando una velocidad de 10,3 nudos.
Con proa cuadrada y popa redonda, su casco de acero galvanizado de 4 mm se dividía en 6 compartimentos estancos.
Poseía dos bodegas para carga seca, una casilla a proa y otra a popa. En cubierta su aparejo constaba de un solo palo para señales y sostén de una pluma de carga y descarga.
Su eslora máxima era de 37,10 m, tenía 6.75 m de manga, puntal de 1,32 m, un calado máximo de 0,75 m y un desplazamiento de 110 t. Una máquina de vapor Sistema Compound de 200 HP alimentada por una sola caldera impulsaba dos ruedas laterales con paletas articuladas que le permitían alcanzar una velocidad de crucero de 6 nudos y una máxima de 10,5 nudos. Una capacidad de almacenamiento de 30 t de carbón le garantizaba una autonomía de 1920 millas.
El 26 de octubre de 1885 efectuó su viaje inaugural hasta General Roca (Río Negro) bajo el mando del capitán Augusto F. Grasso llevando como pasajeros al embajador de Alemania Barón de Holmberg con su comitiva.
El 22 de diciembre de 1885 varó en Paso de Piedras mientras efectuaba su segundo viaje, consiguiendo zafar recién el 31 de mayo de 1886. Para ese momento era el único buque de la escuadrilla del Río Negro que continuaba en operaciones afectado al servicio regular entre Patagone y Roca ya que los vapores Río Negro y Neuquén habían entrado en reparaciones.
Tras permanecer brevemente al mando del subteniente Hortensio Twaites, en 1887 pasó a reparaciones y se aumentó su eslora en 0,91 m. Ese año efectuó al mando del teniente Hipólito Oliva cinco viajes por el río Negro uniendo Carmen de Patagones y General Roca, durante los cuales transportó a Choele Choel al Regimiento N.º 7 de Caballería de Línea de la División Los Andes y mercancías privadas recaudando $5000 en concepto de flete. 
En 1888, al mando de Oliva, efectuó ocho viajes hasta Choele Choel, transportando suministros destinados a la 2.ª División del Ejército y colaborando con el tendido de la línea telegráfica militar al Territorio nacional del Chubut.
En 1889 al mando del alférez de fragata Luis E.Calderón participó del salvataje de numerosas familias de Viedma afectadas por las inundaciones. En 1890, comandado por el teniente de navío Elías Romero, efectuó 3 viajes hasta Roca.
Decidida la privatización del servicio de transporte naval, a partir de mayo el Río Limay fue arrendado a Diego García&Cía al igual que el resto de la escuadrilla. Tripulado por personal civil pero bajo control de la Armada del servicio brindado efectuó numerosos viajes a Choele Choel.
En 1896 finalizó el arriendo, pasó a reparaciones y se le hicieron variadas refacciones, volviendo al servicio a fines de 1897 y efectuó dos viajes comerciales. En 1898, reintegrado a la escuadrilla al mando de Santiago Juan Albarracín, efectuó varios viajes a Choele Choel y General Roca al servicio de la División de los Andes del Ejército, a Conesa Sur trasladando materiales (carros, postes, etc.) para la expansión del tendido del telégrafo hacia el Chubut, y estableció un deósito de carbón en Choele Choel.
En 1899 efectuó tareas para asegurar la navegabilidad del río Negro hasta Choele Choel volando tocones y raíces, transportó carga y pasaje privado hasta esa localidad y auxilió a la población de Viedma durante la gran inundación de ese año. Aún con el río muy crecido, efectuó normalmente su viaje hasta Choele Choel y General Roca comandado por el capitán Evaristo Ballesteros, y fue luego afectado al servicio de la comisión encargada de estudiar la ubicación más conveniente para localizar la capital del nuevo territorio.
En 1900 efectuó 9 viajes a Choele Choel. Mientras efectuaba su décimo viaje, el 17 de septiembre chocó con una roca y naufragó, siendo reflotado y enviado a dique seco. En esa oportunidad se aprovechó para efectuar un mantenimiento completo (se le colocaron nuevos remaches, se lo pintó y "el eje de la máquina que estaba desnivelado y algunas otras piezas de la misma que exigían un apreste en forma, quedaron en la mejor forma posible") pero cuando regresó al servicio en diciembre el desgaste del buque era evidente.
En 1901 pese a su mal estado efectuó diez viajes redondos entre Carmen de Patagones y Choele Choel. En 1902 luego de efectuar 4 viajes.
El 17 de mayo de 1902 su comandante el práctico Juan Oriente encontró cerrado el paso de la Balsa, por lo que intentó seguir por un brazo secundario del río. La fuerte corriente le impidió continuar por lo que intentó retroceder pero tocó un escollo que le abrió un rumbo en el casco. Aunque inicialmente quedó varado sobre un banco de arena, las fuertes crecientes de ese año hicieron esta vez imposible su recuperación y las aguas acabaron por destruirlo. El sumario efectuado exculpó al práctico Juan Oriente del suceso.
El sitio del naufragio es ubicado por diversas fuentes "frente a Monte Dolores", "frente al campo de Don Andrés Gaviña en el paso de la Balsa-Rincón de Castre", "en proximidades de la entonces población Gaviña, sobre margen izquierda del río Negro, frente a la actual bocatoma de Conesa". 
Partes de su casco y máquina fueron luego recuperados, pero su estado no justificaba reparación alguna por lo que fueron liquidados como chatarra. Una parte del casco permaneció en el sitio, siendo visible por décadas.